# Mia Yim
Stephanie Hym Bell, meglio nota con i ring name Mia Yim e Michin (Los Angeles, 16 aprile 1989), è una wrestler statunitense sotto contratto con la WWE.
È nota anche per i suoi trascorsi nella Combat Zone Wrestling e nella Total Nonstop Action Wrestling.

## Carriera

### Circuito indipendente (2009–2015)
Fan del wrestling sin dall'infanzia, Bell comincia ad allenarsi all'età di 18 anni in una scuola di wrestling a Manassas, in Virginia, mentre ancora frequenta il college. Si allena per diciotto mesi prima di esordire il 22 agosto 2009, adottando il ring name Mia Yim, lottando principalmente in federazioni locali facenti parte del circuito indipendente in Virginia. Successivamente lotta nella Jersey All Pro Wrestling, affrontando wrestler come Annie Social, Angeldust e Brittany Force. Durante questo periodo, conosce Daizee Haze, attraverso la quale comincia a lavorare nella Ring of Honor. Nella compagnia, svolge il ruolo di valletta per The Embassy, a partire dal 2011. Sporadicamente Yim lotta anche come wrestler nella ROH, scontrandosi con MsChif e Sara Del Rey. In aggiunta, compete anche nelle federazioni International Wrestling Cartel, Real Championship Wrestling, Northeast Wrestling, Combat Zone Wrestling e Maryland Championship Wrestling; e lotta anche in Giappone e in Messico.

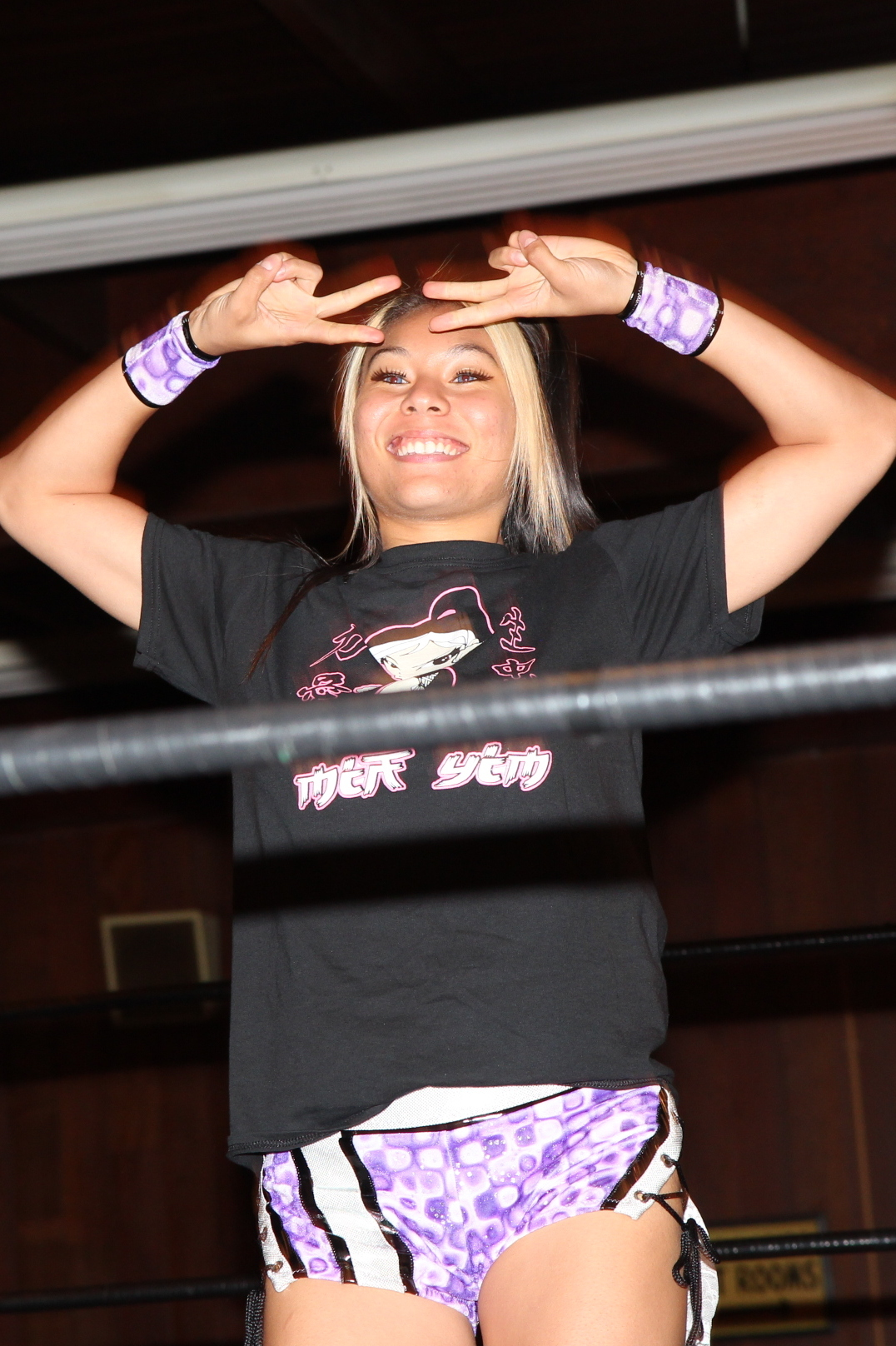
Yim nell'aprile 2013

Nel 2014 e 2015, Yim appare anche in veste di jobber nel brand NXT della WWE, e nell'ottobre 2014 perde un match contro Charlotte.

### Shimmer Women Athletes (2013–2014)

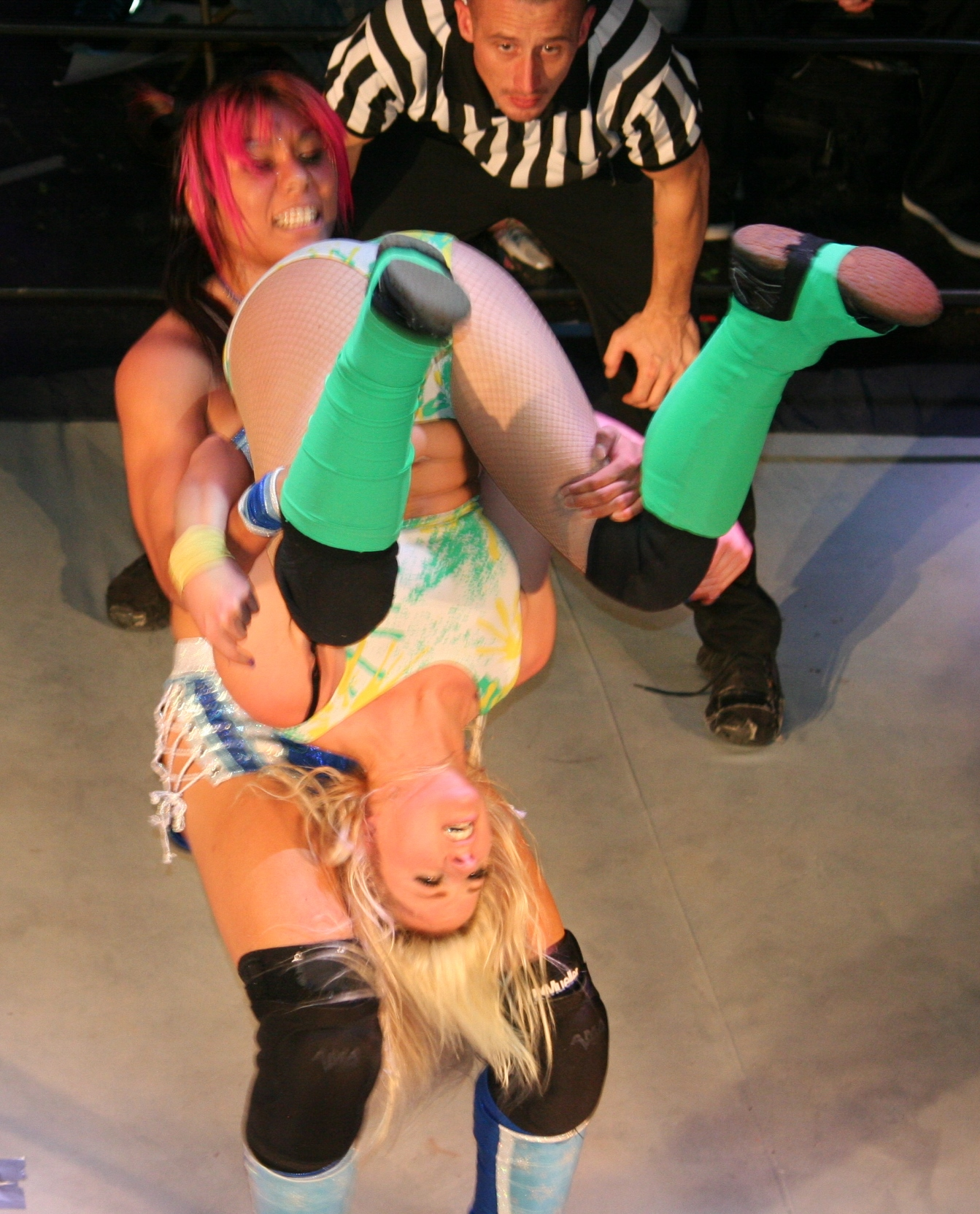
Mia Yim in un match con Candice LeRae nel novembre 2014

Yim debutta nella Shimmer Women Athletes il 6 aprile 2013, all'evento Volume 53 perdendo contro Amazing Kong. Guadagna la prima vittoria her nel corso di Volume 56 sconfiggendo Evie, ma in seguito inanella una serie di sconfitte con Jessicka Havok, Hikaru Shida e Madison Eagles. Dopo alcune vittorie su Melanie Cruise, Angie Skye e Hikaru Shida, Mia Yim sfida senza successo Cheerleader Melissa per il titolo Shimmer Championship all'evento Volume 65 nell'aprile 2014.

### Shine Wrestling (2012–2015)

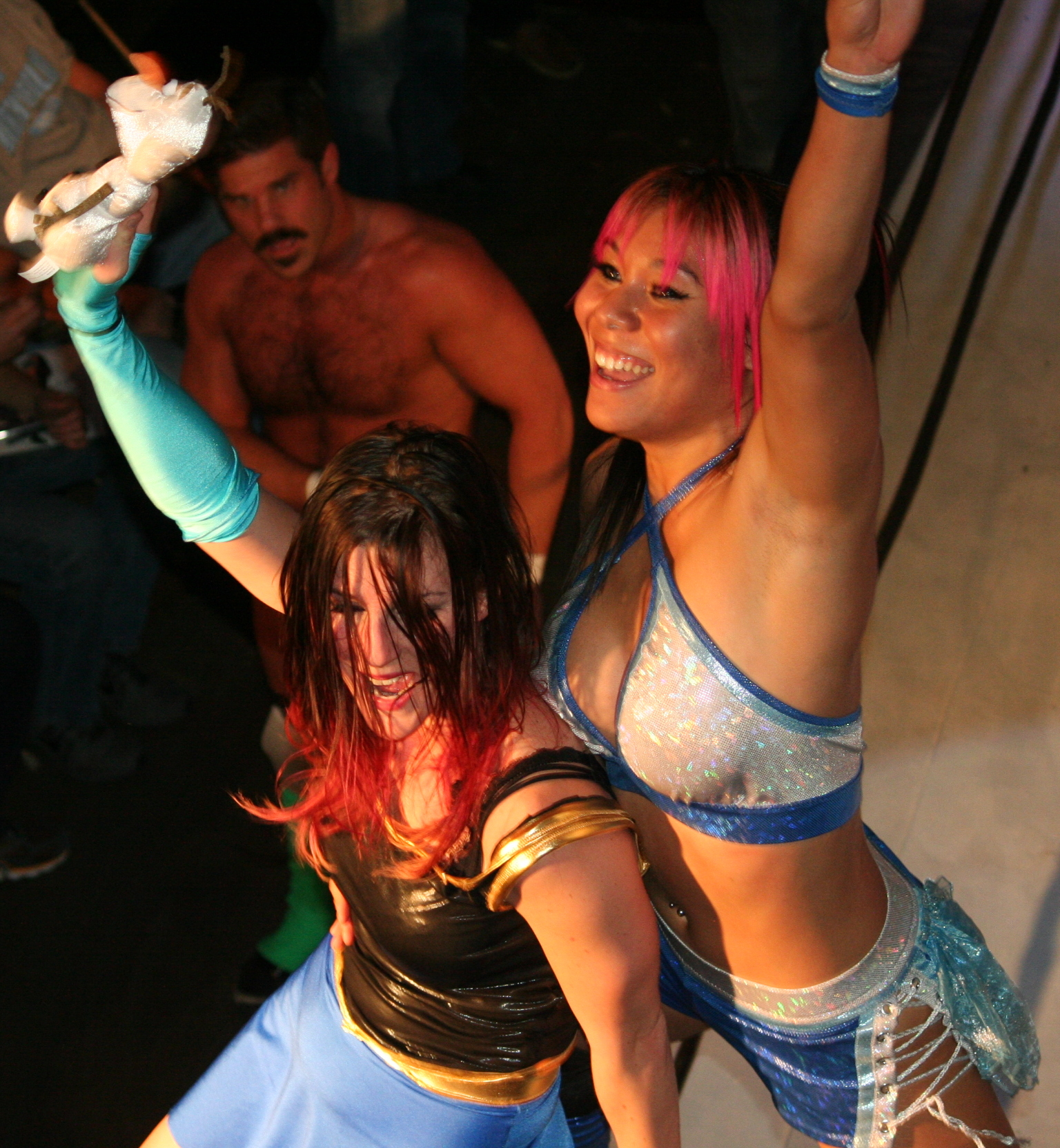
The Lucha Sisters (Mia Yim e Leva Bates)

Yim debutta nella Shine Wrestling nell'agosto 2012, sconfiggendo Sassy Stephie. Nel 2012 e 2013, affronta lottatrici come Jessicka Havok e Tina San Antonio, prima di partecipare al torneo per l'assegnazione del titolo Shine Championship. Sconfigge Mercedes Martinez a Shine 10 nel maggio 2013, e a Shine 11, batte Leva Bates e Ivelisse Vélez entrando in finale, dove però viene sconfitta da Rain.
Il 28 febbraio 2014 all'evento Shine 17, Yim e Leva Bates partecipano in coppia al torneo Shine Tag Team Championship, formando il tag team The Lucha Sisters. Le due sconfiggono Cherry Bomb & Kimber Lee, e Sassy Stephie & Jessie Belle Smothers arrivando in finale, dove prevalgono sulle Made In Sin (Allysin Kay & Taylor Made) diventando le prime campionesse Shine Tag Team. Difendono le cinture contro Nevaeh & Sassy Stephie, e contro Evie & Madison Eagles a Shine 18, ma le perdono per mano delle Legendary (Malia Hosaka & Brandi Wine) a Shine 20 il 27 giugno. Le Lucha Sisters non rescono a riconquistare i titoli nel rematch svoltosi a Shine 21.
Il 16 novembre 2014, durante il tour WWNLive in Cina, Yim sconfigge Ivelisse Vélez e conquista lo Shine Championship. A Shine 26 il 3 aprile 2015, Yim perde il titolo contro Santana Garrett.
A Shine 28, Yim viene sconfitta da Allysin Kay, e inizia a mostrare segni di insofferenza presagendo un turn heel quando incolpa Leva Bates della sconfitta. A Shine 31 Yim entra a tutti gli effetti tra le file delle "cattive", aggredendo Leva Bates dopo che la coppia era stata sconfitta da Marti Belle & Jayme Jameson in un match per il vacante titolo Shine Tag Team Championship.

### Total Nonstop Action Wrestling (2015–2017)

#### The Dollhouse e TNA Knockouts Champion (2015–2017)
A partire dal mese di aprile del 2015, entra a far parte del roster della Total Nonstop Action Wrestling. Nell'episodio di IMPACT! del 10 aprile, appare in un promo insieme a Marti Bell, con il ring name Jade, facendosi chiamare The Dollhouse, stabilendosi quindi come tag team heel. Nell'episodio di IMPACT! del 24 aprile, Jade perde contro Laura Dennis per squalifica; nella stessa puntata, Jade e Marti Bell aiutano la TNA Knockout Champion Taryn Terrell a difendere la cintura contro Awesome Kong, alleandosi con Taryn. L'8 maggio le Dollhouse (Taryn Terrell, Jade & Marti Bell) vincono un 3-on-2 Handicap match contro Awesome Kong e Gail Kim. Il 28 giugno a Slammyversary, le Dollhouse vengono sconfitte da Awesome Kong e Brooke in un 3-on-2 Handicap Match.
Nell'episodio di IMPACT! del 5 aprile, Jade sconfigge Gail Kim e Madison Rayne in un Triple Threat match laureandosi nuova campionessa TNA Knockout. Il 12 aprile difende con successo il titolo sconfiggendo Madison Rayne. Dopo altre difese del titolo, a IMPACT! del 10 maggio, Jade difende il titolo dall'assalto di Gail Kim per squalifica, quando arriva Sienna ad attaccare entrambe. Nell'episodio di IMPACT! del 31 maggio, Jade e Gail Kim sconfiggono Sienna & Allie. Il 12 giugno, a Slammyversary, Jade è stata sconfitta da Gail Kim e Sienna in un Triple Threat macth con il TNA Knockout Championship in palio, vinto da Sienna, concludendo il suo regno dopo 87 giorni. Il 12 luglio prende parte ad un Fatal-4-Way macth per il TNA Knockout Championship che include anche Gail Kim, Marti Bell e la campionessa Sienna, la quale difende la cintura. Una cosa simile accade il 26 agosto, quando partecipa ad un Fatal-5-Way match per il TNA Knockout Championship che include Allie, Marti Bell, Madison Rayne e la campionessa Sienna, ma che viene vinto da Allie che si aggiudica match e titolo. Nell'episodio di IMPACT! del 15 settembre, Jade prende parte ad una Knockout Battle Royal match per decretare la nuova contendente al TNA Knockout Championship, che viene vinta da Gail Kim. Nell'episodio di IMPACT! del 26 gennaio, Jade viene sconfitta da Rosemary in un Monster's Ball match con in palio il TNA Knockout Championship. Il 2 marzo ha luogo il rematch contro Rosemary, nuovamente vinto da quest'ultima. Questo sarà il suo ultimo match nella TNA, non avendo rinnovando il contratto con la compagnia.

### WWE (2017–presente)

#### Mae Young Classic (2017–2018)
Nel 2014 e 2015, la Yim è apparsa in WWE come una dei rosebuds di Adam Rose. La Yim è anche apparsa durante un episodio di NXT del 4 dicembre 2014, dove è stata sconfitta da Charlotte. Il 13 luglio 2017, la Yim è ritornata a lottare per la WWE prendendo parte alla prima edizione del Mae Young Classic, dove ha sconfitto Sarah Logan nel primo turno. Il giorno seguente, la Yim è stata eliminata dal torneo subendo una sconfitta da Shayna Baszler nel secondo turno. Il 9 agosto 2018, Mia Yim è ritornata nuovamente in WWE partecipando alla seconda edizione del Mae Young Classic, dove ha sconfitto Allysin Kay nel primo turno e la rientrante Kaitlyn nel secondo turno, per poi essere sconfitta da Toni Storm nei quarti di finale. Il 24 settembre, è stato confermato che la Yim ha firmato un contratto con la WWE e lotterà nel territorio di sviluppo di NXT.

#### NXT(2018–2020)
Mia Yim fa il suo debutto ad NXT durante la puntata del 24 ottobre, dove ha sconfitto Aliyah, stabilendosi quindi come face. A novembre, dopo una lite nel backstage tra le due, Yim affronta Bianca Belair in un match venendo sconfitta e dando inizio a un feud. Successivamente Yim sconfigge Reina Gonzalez guadagnandosi l'opportunità di partecipare a un fatal–four-way match per determinare la prima sfidante al titolo NXT Women's Championship, tuttavia, il match viene vinto dalla Belair. Poco tempo dopo la fine della striscia di imbattibilità di Bianca Belair, Mia Yim la affronta nuovamente riuscendo a sconfiggerla in due diverse occasioni, ponendo fine al loro feud.
Il 10 agosto a NXT TakeOver: Toronto, Yim perde contro Shayna Baszler un incontro per l'NXT Women's Championship. In seguito debutta nel main roster come talento NXT e viene inserita nel pay-per-view Survivor Series. Yim viene scelta da Rhea Ripley come membro del suo team per il primo WarGames match tutto al femminile della storia della WWE. Il 23 novembre all'evento NXT TakeOver: WarGames, appena prima dell'inizio del match, la Yim viene aggredita nel backstage e non è in grado di partecipare all'incontro. Il suo posto viene preso da Dakota Kai. Undici giorni dopo, durante una puntata di NXT, Yim rivela che era stata proprio Kai ad aggredirla nel backstage e l'episodio porta a un grudge match tra le due, perso da Yim. Il 7 giugno a NXT TakeOver: In Your House 2020 Yim lotta insieme a Tegan Nox e Shotzi Blackheart sconfiggendo Dakota Kai, Raquel González e Candice LeRae in un six-woman tag team match.

#### Retribution (2020–2021)
Nella puntata di Raw del 3 agosto, le luci nel Performance Center iniziarono a lampeggiare e un gruppo mascherato appiccò il fuoco ad un generatore. Nella puntata di SmackDown del 7 agosto tali individui misteriosi attaccarono gli annunciatori e poi andarono tra il pubblico per attaccare anche loro, usando poi una motosega per tagliare le corde del ring. Nella puntata di Raw del 10 agosto il gruppo, noto come Retribution, attaccò nuovamente il Performance Center rompendo un finestrino con un blocco di calcestruzzo e rovesciando un'auto.
Il 20 settembre venne rivelato che la Yim, ora nota come Reckoning, venne riconosciuta come uno dei membri di tale stable. Il 21 marzo, nel Kick-off di Fastlane, la Retribution si sciolse dopo che Reckoning e Slapjack lasciarono il ring, mentre Mace e T-Bar attaccarono Mustafa Ali (leader del gruppo), dopo che questi aveva rimproverato nuovamente i suoi sottoposti, frustrato per aver perso nuovamente contro Riddle per lo United States Championship poco prima. In seguito, Reckoning passò al roster di SmackDown insieme a Slapjack, mentre Mace e T-Bar rimasero a Raw. Dopo non essere apparsa neanche una volta a SmackDown, il 30 luglio venne annunciato il ritorno di Mia Yim a Raw.
Il 5 novembre 2021 fu licenziata insieme a numerosi altri colleghi.

### Ritorno in WWE (2022–presente)
Tornò in WWE nella puntata di Raw del 7 novembre aiutando l'O.C. a contrastare il Judgment Day. Combatté il suo primo match dal suo ritorno la settimana dopo, a Raw, sconfiggendo Tamina e successivamente si unì al team formato da Bianca Belair, Alexa Bliss e Asuka in vista dello scontro contro le Damage CTRL (Bayley, Dakota Kai e Iyo Sky) e Rhea Ripley di Survivor Series WarGames.
Il 28 aprile 2023, per effetto del Draft, passò al roster di SmackDown insieme all'O.C. Il 9 giugno, a SmackDown, venne sconfitta da Bayley, non riuscendo a qualificarsi per il Women's Money in the Bank Ladder match.
Nella puntata speciale SmackDown New Year's Revolution del 5 gennaio 2024 affrontò Iyo Sky per il Women's Championship venendo tuttavia sconfitta. Il 27 gennaio, a Royal Rumble, partecipò all'omonimo incontro entrando col numero 25 ma venne eliminata da Nia Jax. Nella puntata di SmackDown del 9 febbraio venne sconfitta da Bianca Belair, non riuscendo a qualificarsi per l'elimination chamber match. Nella puntata di Raw del 19 febbraio partecipò ad una battle royal per qualificarsi per l'elimination chamber match ma venne eliminata da Zoey Stark.

## Vita privata
Bell ha origini coreane da parte materna e afroamericane da parte paterne.
La Bell è sentimentalmente legata al collega Keith Lee, con cui è sposata dal 5 febbraio 2022.

## Personaggio

### Mosse finali
- SkyYim (Corkscrew moonsault)
- Sole Food/Eat Defeat (Inverted stomp facebreaker)
- Package piledriver
- Protect Ya Neck (One-Arm Single Knee Neckbreaker) – dal 2019
- Styles Clash (Belly to back inverted mat slam) – dal 2024

### Soprannomi
- "The HBIC (Head Baddie In Charge)"

## Titoli e riconoscimenti
- Big Time Wrestling
  - BTW Women's Championship (1)
- DDT Pro-Wrestling
  - Ironman Heavymetalweight Championship (1)
- Florida Underground Wrestling
  - NWA FUW Women’s Championship (1)
- Pro Wrestling Illustrated
  - 6ª tra le 100 migliori wrestler femminili nella PWI Women's 100 (2016)
- Shine Wrestling
  - Shine Championship (1)
  - Shine Tag Team Championship (1) – con Leva Bates
  - Shine Tag Team Title Tournament (2014) – con Leva Bates
- Southside Wrestling
  - Queen of Southside Championship (1)
- Tidal Championship Wrestling
  - TCW Women's Championship (1)
- Total Nonstop Action Wrestling
  - TNA Knockouts Championship (1)
  - Queen of the Knockouts (2016)
  - TNA World Cup (2016) – con Eddie Edwards, Jeff Hardy, Jessie Godderz e Robbie E
- WrestleCrap
  - Gooker Award (2020) - come membro della Retribution